# Condé-sur-Sarthe

Condé-sur-Sarthe este o comună în departamentul Orne, Franța. În 1 ianuarie 2022 avea o populație de 2.492 de locuitori.